# Stadio di Fort Carré
Lo stadio di Fort Carré è un impianto sportivo polivalente ubicato nella città francese di Antibes e utilizzato per il calcio, dall'FC Antibes, e per l'atletica leggera.
Tale impianto è dotato di 4 000 posti, ma era arrivato ad averne circa 15 000 prima della seconda guerra mondiale. Fu scelto per ospitare un quarto di finale del campionato mondiale di calcio 1938: Svezia-Cuba, che si concluse con un rotondo 8-0 davanti a circa 7 000 spettatori.
Nello stadio è ben visibile un imponente monumento ai caduti della prima guerra mondiale. Nei pressi dell'impianto è presente un campo di allenamento in erba sintetica.

## Collegamenti esterni

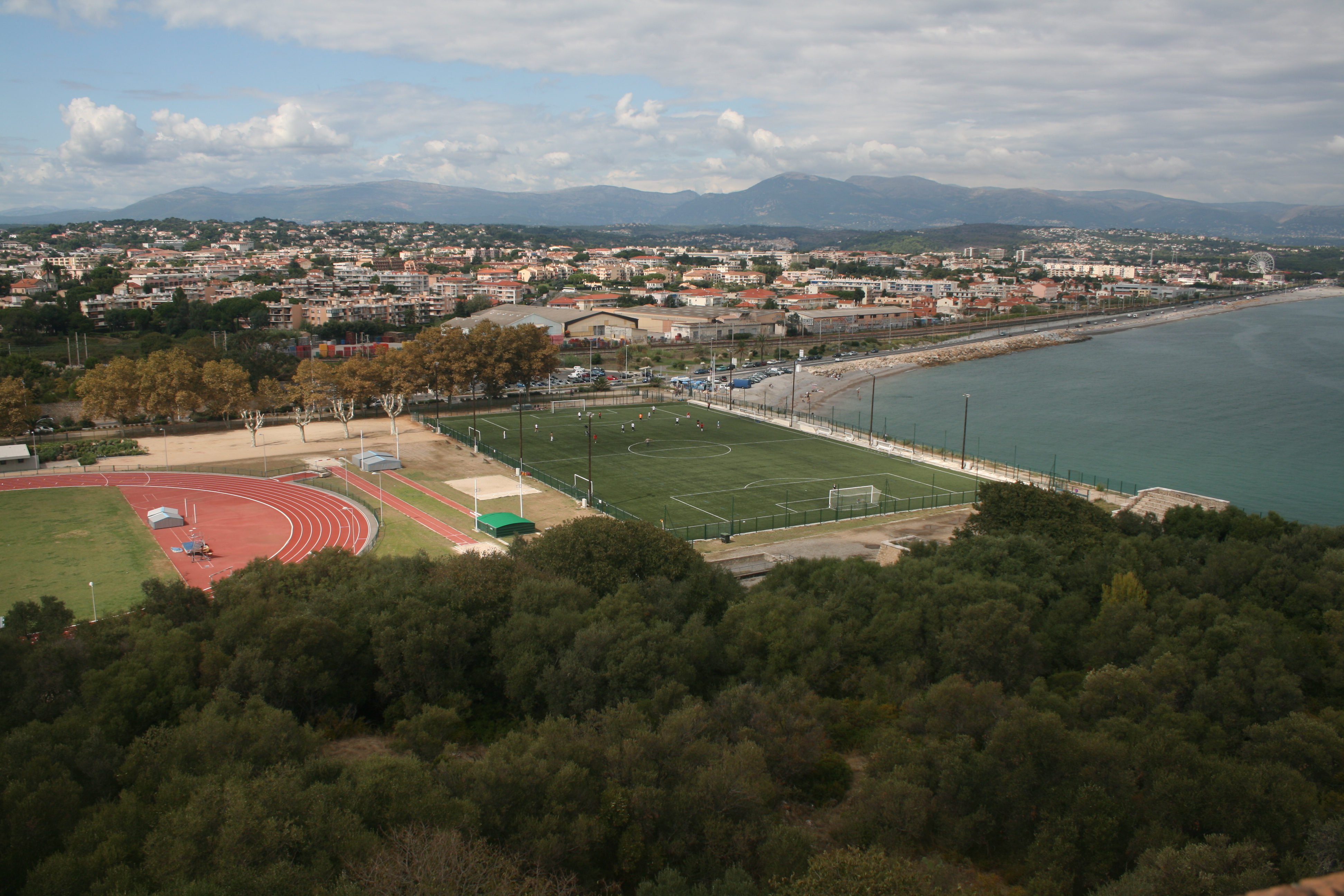
Il campo di allenamento e a sinistra, parzialmente visibile, lo stadio